# Rue du Commerce (Lons-le-Saunier)

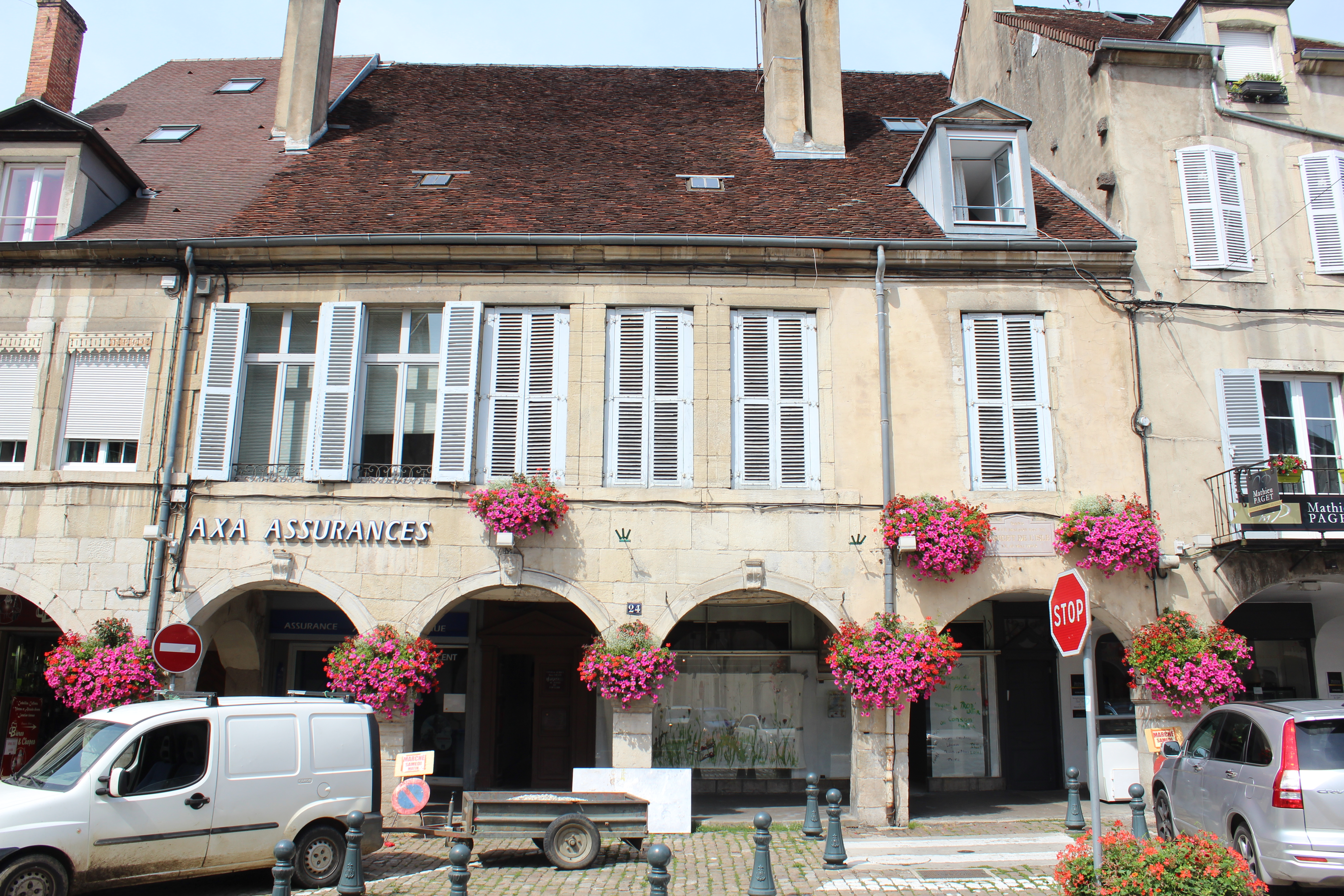
Nr 24 (Maison Rouget-de-Lisle)

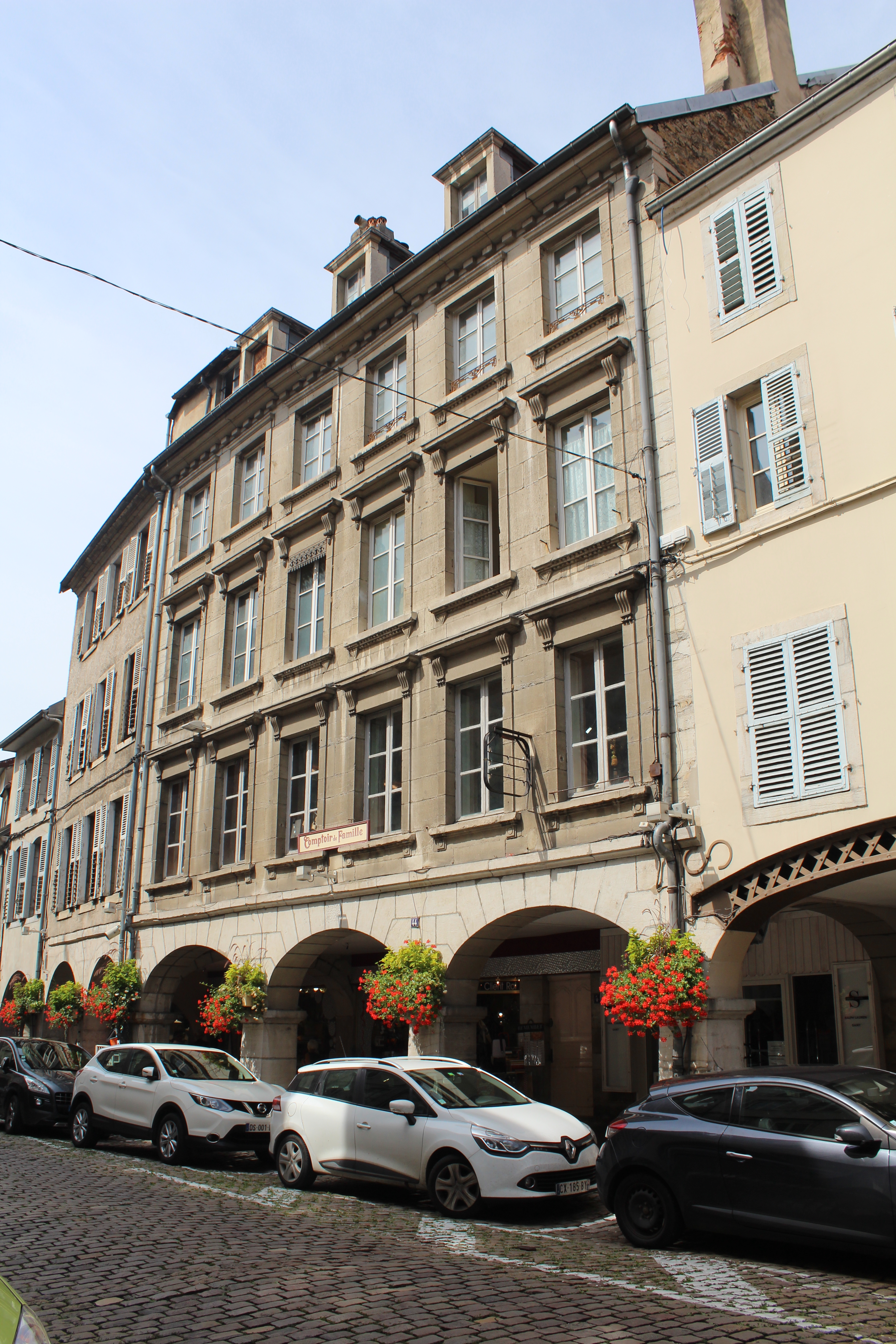
Nr 44

De Rue du Commerce is een winkelstraat met kenmerkende arcaden in het centrum van de Franse stad Lons-le-Saunier (Jura). De straat ligt tussen de Place de la Mairie (waar het stadhuis staat) en de Place de la Liberté (waar de Horlogetoren staat).

## Geschiedenis
De straat bestond al in de Middeleeuwen en staat op de noord-zuid-as. Zij gaf in het zuiden uit op een stadspoort (later omgebouwd tot de Horlogetoren). In de 16e eeuw kreeg de straat, die toen nog Grande Rue heette, houten arcaden. Bij een brand in 1637 tijdens het beleg van de stad gingen de houten huizen van de straat in vlammen op. De straat werd in de loop van de 17e en de 18e eeuw heropgebouwd. De huizen kregen stenen arcaden en gewelven waaronder voetgangers kunnen wandelen. De 146 arcaden zijn gebouwd met kalksteen uit Revermont.

## Musée Rouget-de-Lisle
In een appartement op nummer 24 van de Rue de Commerce werd in 1760 Claude Joseph Rouget de Lisle geboren. Hij is de componist van de Marseillaise, het Franse volkslied. Het appartement waar hij werd geboren is ingericht als museum.